# Emin Batman
Emin Batman, volledige naam Ahmed Emin Batman (Osdorp, Amsterdam, 1 april 2000) is een Turks/Nederlandse interdisciplinaire kunstenaar, architect en content creator.

## Biografie
Emin Batman is geboren en getogen in Amsterdam. Zijn roots liggen in Turkije. De vader van Emin, Abdullah Batman, was een van de ongedocumenteerden die in een van de Honingraatflats woonde in de Bijlmer en na de vliegramp in 1992 een verblijfsvergunning heeft gekregen. Door deze gebeurtenis is de vader van Emin in Nederland blijven wonen en is moeder Fatma in het kader van gezinshereniging naar Nederland gekomen. Deze achtergrond heeft Emins artistieke uitingen gevormd. Emin Batman groeide op in Amsterdam-Osdorp samen met zijn ouders, broer en zus. Na zijn middelbareschooltijd heeft Emin zijn Bachelor Bouwkunde aan de TU Delft afgerond en is hij de masteropleiding Architecture aan de TU Delft gaan doen.

## Carrière
De loopbaan van Emin begon al op vroege leeftijd. Op 17-jarige leeftijd (2017) ging hij werken bij het Stedelijk Museum in Amsterdam als ‘Blikopener’. Hier werkte hij als peer-educator, content creator en heeft hij als adviseur gewerkt bij een tentoonstelling van het Verzetsmuseum. In 2018 verzorgde Emin Turkse rondleidingen in het Stedelijk Museum. In dat jaar nam hij ook deel aan het Unicef- Jongerenpanel, tot 2020. Na zijn functie als rondleider heeft hij drie jaar als Assistent-Projectmanager voor ‘Samen Zijn Wij Stedelijk’ gewerkt op de educatie-afdeling. In 2022 is hij gaan werken als ‘Beeldbreker’ bij het Van Gogh Museum in Amsterdam en sinds 2022 werkt Emin in dit museum als content creator. Momenteel is Emin onder andere directeur van de stichting House Of All, die door hem in 2024 is opgericht. Binnen deze stichting is hij druk bezig met verschillende kunstprojecten met als doel om aan de hand van kunst verschillende culturen met elkaar te vieren en te verbinden.

## Kunst
Emin houdt zich voornamelijk bezig met fotografie, film, architectuur en kalligrafie en laat zich graag inspireren door thema's zoals spiritualiteit, migratie en interculturaliteit. In zijn werk focust Emin zich op de overeenkomsten tussen mensen, hun culturen en achtergronden en viert hij deze graag. Ook kaart hij met zijn werken sociaal-maatschappelijke vraagstukken aan.
In 2020 is Emin begonnen met een eigen YouTube kanaal waarop hij nu 70.000 abonnees heeft. Onder de naam van zijn eigen project Tussen Tompouce en Baklava heeft Emin in het jaar 2022 door heel Europa interviews afgenomen met de eerste generatie Turkse arbeidsmigranten. Van al deze mensen heeft hij een serie fotoportretten gemaakt waarmee hij de eerste prijs won bij de Turkish Diaspora Media Awards.
Na de aardbeving in Turkije (2023) heeft Emin op locatie de documentaire ‘Do You hear our voices’ gemaakt over de slachtoffers en gevolgen van de aardbeving. Naast film en fotografie heeft Emin ook een grote passie voor architectuur. Dit komt onder andere tot uiting in zijn kunstwerk met de titel ‘House Of All’. Dit architectonische paviljoen, geïnspireerd op de vormentaal van een moskee, kerk en een synagoge, dat dient als gebedsruimte voor iedereen, werd tentoongesteld op 24 november 2023 in het Van Gogh Museum te Amsterdam. Dit werk is inmiddels ook genomineerd voor de COMPASSIEPRIJS 2024.
Emin volgde in het tweede jaar van zijn studie het Honours Programme aan de TU delft. Binnen dit programma heeft Emin een eigen vak opgezet: Tiny House Design. Dit resulteerde in de Kervan: een artist in residence op wielen die daadwerkelijk wordt gebouwd om het thema thuis en mentaal welzijn op de kaart te zetten. De Kervan gaat zich eerst door Nederland verplaatsen en daarna zal de Kervan gaan reizen door Europa, met als eindbestemming Turkije.

## Onderscheidingen
- 7 december 2023: winnaar van de ECHO AWARD.
- Turkish Diaspora Media Awards (2021: eerste plaats categorie fotografie)
- Turkish Diaspora Media Awards (2022: eerste plaats categorie nieuwe media)